# جيراردو سانشيز غارسيا
جيراردو سانشيز غارسيا (بالإسبانية: Gerardo Sánchez García)‏ هو سياسي مكسيكي، ولد في 1 أكتوبر 1960 في المكسيك. حزبياً، نشط في الحزب الثوري المؤسساتي. وقد انتخب عضو مجلس الشيوخ من المكسيك وانتخب عضو مجلس النواب المكسيك.